# Josef Adelbrecht
Josef Adelbrecht (Klagenfurt am Wörthersee, 8 gennaio 1910 – Ivashkovo, 15 settembre 1941) è stato un calciatore e militare austriaco, di ruolo attaccante.

## Biografia
Chiamato alle armi nel 1941, morì a Ivashkovo, nei pressi di Mosca, il 15 settembre dello stesso anno, nel corso dell'operazione Barbarossa.

## Carriera

### Club
Escluse due brevi esperienze all'RC Paris e al Grasshopper, giocò in Austria per tutta la carriera.

### Nazionale
Giocò in nazionale tra il 1931 e il 1933, collezionando tre presenze e un gol. Nella sua esperienza in nazionale, l'Austria con lui in campo non vinse nessuna partita, riuscendo solo ad aggiudicarsi un pareggio contro l'Ungheria nel 1931. Con la nazionale austriaca ha vinto la Coppa Internazionale 1931-1932.

## Statistiche

### Cronologia presenze e reti in nazionale
| Cronologia completa delle presenze e delle reti in nazionale ― Austria | Cronologia completa delle presenze e delle reti in nazionale ― Austria | Cronologia completa delle presenze e delle reti in nazionale ― Austria | Cronologia completa delle presenze e delle reti in nazionale ― Austria | Cronologia completa delle presenze e delle reti in nazionale ― Austria | Cronologia completa delle presenze e delle reti in nazionale ― Austria | Cronologia completa delle presenze e delle reti in nazionale ― Austria | Cronologia completa delle presenze e delle reti in nazionale ― Austria |
| Data                                                                   | Città                                                                  | In casa                                                                | Risultato                                                              | Ospiti                                                                 | Competizione                                                           | Reti                                                                   | Note                                                                   |
| ---------------------------------------------------------------------- | ---------------------------------------------------------------------- | ---------------------------------------------------------------------- | ---------------------------------------------------------------------- | ---------------------------------------------------------------------- | ---------------------------------------------------------------------- | ---------------------------------------------------------------------- | ---------------------------------------------------------------------- |
| 1-6-1930                                                               | Budapest                                                               | Ungheria                                                               | 2 – 1                                                                  | Austria                                                                | Amichevole                                                             | 1                                                                      |                                                                        |
| 3-5-1931                                                               | Vienna                                                                 | Austria                                                                | 0 – 0                                                                  | Ungheria                                                               | Coppa Internazionale 1931-1932                                         | -                                                                      |                                                                        |
| 9-4-1933                                                               | Vienna                                                                 | Austria                                                                | 1 – 2                                                                  | Rep. Ceca                                                              | Amichevole                                                             | -                                                                      |                                                                        |
| Totale                                                                 |                                                                        | Presenze                                                               | 3                                                                      |                                                                        | Reti                                                                   | 1                                                                      |                                                                        |

## Palmarès

### Club
- Campionato austriaco: 3

First Vienna: 1930-1931, 1932-1933
Rapid Vienna: 1937-1938
- Coppa d'Austria: 2

First Vienna: 1928-1929, 1929-1930
- Coppa dell'Europa Centrale: 1

First Vienna, 1931

### Nazionale
- Coppa Internazionale: 1

Austria: 1931-1932